# Staryi Sambir
Staryi Sambir (em ucraniano:  Старий Самбір, em polonês/polaco:  Stary Sambor, Staremiasto, Stare Miasto) é uma cidade da Ucrânia, situada no oblast de  Leópolis. Sua população em 2019 foi estimada em 6.597 habitantes.